# Mellahalli, Maddur
Mellahalli là một làng thuộc tehsil Maddur, huyện Mandya, bang Karnataka, Ấn Độ.